# قد يهتم الشيطان (رواية)
قد يهتم الشيطان (بالإنجليزية: Devil May Care)‏ هي رواية من تأليف سبستيان فولكس، وتدور أحداثها في عام 1967 حول الحرب الباردة، وصدرت بمناسبة الاحتفال بمئوية آيان فليمنج مؤسس شخصية جيمس بوند.
وهي أول رواية تكمل لفليمنج بعد موته رغم العديد من المؤلفين والروائيين الذين ألفوا روايات كثيرة لجيمس بوند.